# بليك مالون
بليك مالون (بالإنجليزية: Blake Malone)‏ (23 مارس 2001 في الولايات المتحدة - ) هو لاعب كرة قدم أمريكي في مركز الوسط.

## وصلات خارجية
- بليك مالون على موقع قاعدة بيانات كرة القدم.إي يو (الإنجليزية)